# Scott County (Arkansas)
Das Scott County ist ein County im US-Bundesstaat Arkansas. Der Verwaltungssitz (County Seat) ist Waldron. Das County gehört zu den Dry Countys, was bedeutet, dass der Verkauf von Alkohol eingeschränkt oder verboten ist.

## Geographie
Das County liegt im äußersten Westen von Arkansas, grenzt im Westen an Oklahoma und hat eine Fläche von 2326 Quadratkilometern, wovon elf Quadratkilometer Wasserfläche sind. Es grenzt an folgende Countys:
| Sebastian County           |             | Logan County      |
| Le Flore County (Oklahoma) |             | Yell County       |
|                            | Polk County | Montgomery County |

## Geschichte
Das Scott County wurde am 5. November 1833 aus Teilen des Crawford County, des Pope County und des Pulaski County gebildet. Benannt wurde es nach Andrew Scott (1789–1851), einem Richter am obersten Gerichtshof des Arkansas-Territoriums und Delegierter der State Constitutional Convention von 1836.

## Demografische Daten
Nach der Volkszählung im Jahr 2000 lebten im Scott County 10.996 Menschen; es wurden 4323 Haushalte und 3121 Familien gezählt. Die Bevölkerungsdichte betrug 5 Einwohner pro Quadratkilometer. Ethnisch betrachtet setzte sich die Bevölkerung zusammen aus 93,53 Prozent Weißen, 0,23 Prozent Afroamerikanern, 1,40 Prozent amerikanischen Ureinwohnern, 0,95 Prozent Asiaten, 0,01 Prozent Bewohnern aus dem pazifischen Inselraum und 2,56 Prozent aus anderen ethnischen Gruppen; 1,32 Prozent stammen von zwei oder mehr Ethnien ab. Unabhängig von der ethnischen Zugehörigkeit waren 5,71 Prozent der Bevölkerung spanischer oder lateinamerikanischer Abstammung.
Von den 4323 Haushalten hatten 32,6 Prozent Kinder oder Jugendliche im Alter unter 18 Jahre, die mit ihnen zusammen lebten. 59,5 Prozent waren verheiratete, zusammenlebende Paare, 8,5 Prozent waren allein erziehende Mütter, 27,8 Prozent waren keine Familien. 24,8 Prozent aller Haushalte waren Singlehaushalte und in 11,4 Prozent lebten Menschen im Alter von 65 Jahren oder darüber. Die Durchschnittshaushaltsgröße lag bei 2,52 und die durchschnittliche Familiengröße bei 2,98 Personen.
26,5 Prozent der Bevölkerung waren unter 18 Jahre alt, 8,1 Prozent zwischen 18 und 24, 26,5 Prozent zwischen 25 und 44, 24,2 Prozent zwischen 45 und 64 und 14,7 Prozent waren 65 Jahre oder älter. Das Durchschnittsalter betrug 37 Jahre. Auf 100 weibliche kamen statistisch 101,9 männliche Personen und auf 100 Frauen im Alter von 18 Jahren und darüber kamen durchschnittlich 96,6 Männer.
Das jährliche Durchschnittseinkommen eines Haushalts betrug 26.412 USD, das Durchschnittseinkommen der Familien 30.311 USD. Männer hatten ein Durchschnittseinkommen von 23.118 USD, Frauen 17.127 USD. Das Prokopfeinkommen betrug 13.609 USD. 15,3 Prozent der Familien und 18,2 Prozent der Einwohner lebten unterhalb der Armutsgrenze.

## Kultur und Sehenswürdigkeiten

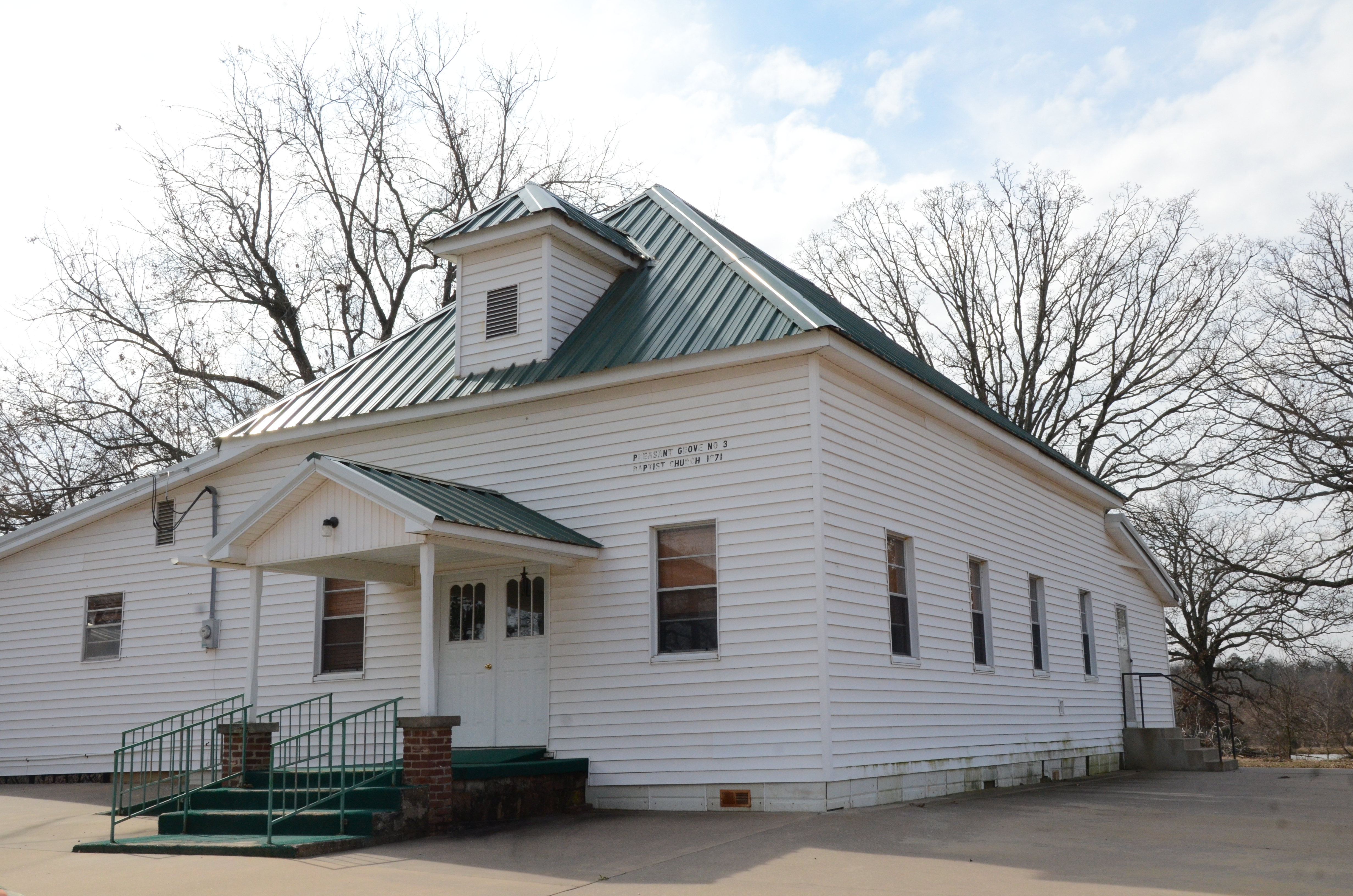
Mount Pleasant Methodist Church (2015). Diese 1891 errichtete Kirche wurde im Juni 1986 als erstes Objekt des Countys im NRHP eingetragen.

14 Bauwerke, Stätten und historische Bezirke (Historic Districts) des Countys sind im National Register of Historic Places („Nationales Verzeichnis historischer Orte“; NRHP) eingetragen (Stand 14. Juli 2022), darunter das ehemalige Gerichts- und Verwaltungsgebäude des County sowie zwei Schulen und der Waldron Commercial Historic District.

## Orte im Scott County
- Abbott
- Anderson
- Bates
- Beauchamp
- Black Fork
- Blansett
- Blue Ball
- Boles
- Boothe
- Brawley
- Cauthron
- Cedar Creek
- Coaldale
- Elm Park
- Gipson
- Harvey
- Hon
- Lewis
- Little Texas
- Mansfield
- Needmore
- Nella
- Nola
- Olio
- Oliver
- Parks
- Puryear
- Ritz
- The Pines
- Tintop
- Union Hill
- Waldron
- Weeks
- Winfield
- Y City

Townships
- Black Fork Township
- Blansett Township
- Brawley Township
- Cauthron Township
- Cedar Township
- Coal Township
- Denton Township
- Hickman Township
- Hon Township
- Hunt Township
- James Township
- Jones Township
- Keener Township
- La Fave Township
- Lafayette Township
- Lamb Township
- Lewis Township
- Little Texas Township
- Mill Creek Township
- Mount Pleasant Township
- Mountain Township
- Oliver Township
- Parks Township
- Tate Township
- Tomlinson Township